# Шовкопляси (Полтавський район)
Шовкопля́си —  село в Україні, у Новосанжарській селищній громаді Полтавського району Полтавської області. Населення становить 88 осіб. До 2020 орган місцевого самоврядування — Великокобелячківська сільська рада. 

## Географія
Село Шовкопляси знаходиться між річками Малий Кобелячок і Великий Кобелячок (2-3 км), на відстані 1,5 км від сіл Великий Кобелячок та Сулими.

## Історія
12 червня 2020 року, відповідно до розпорядження Кабінету Міністрів України № 721-р «Про визначення адміністративних центрів та затвердження територій територіальних громад Полтавської області», село увійшло до складу Новосанжарської селищної громади.
19 липня 2020 року, в результаті адміністративно - територіальної реформи та ліквідації Новосанжарського району, село увійшло до складу новоутвореного Полтавського району Полтавської області.

## Галерея

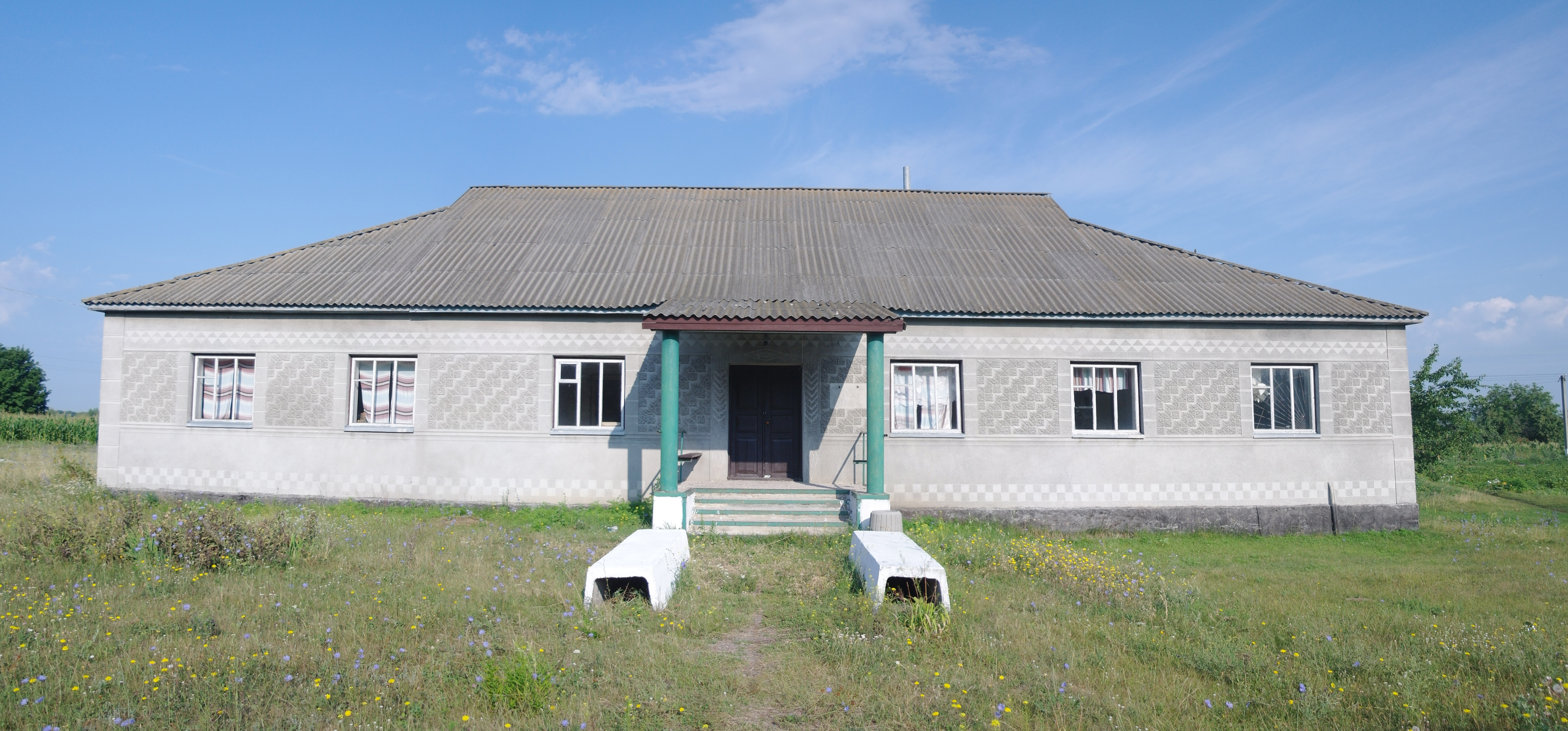
Будинок культури
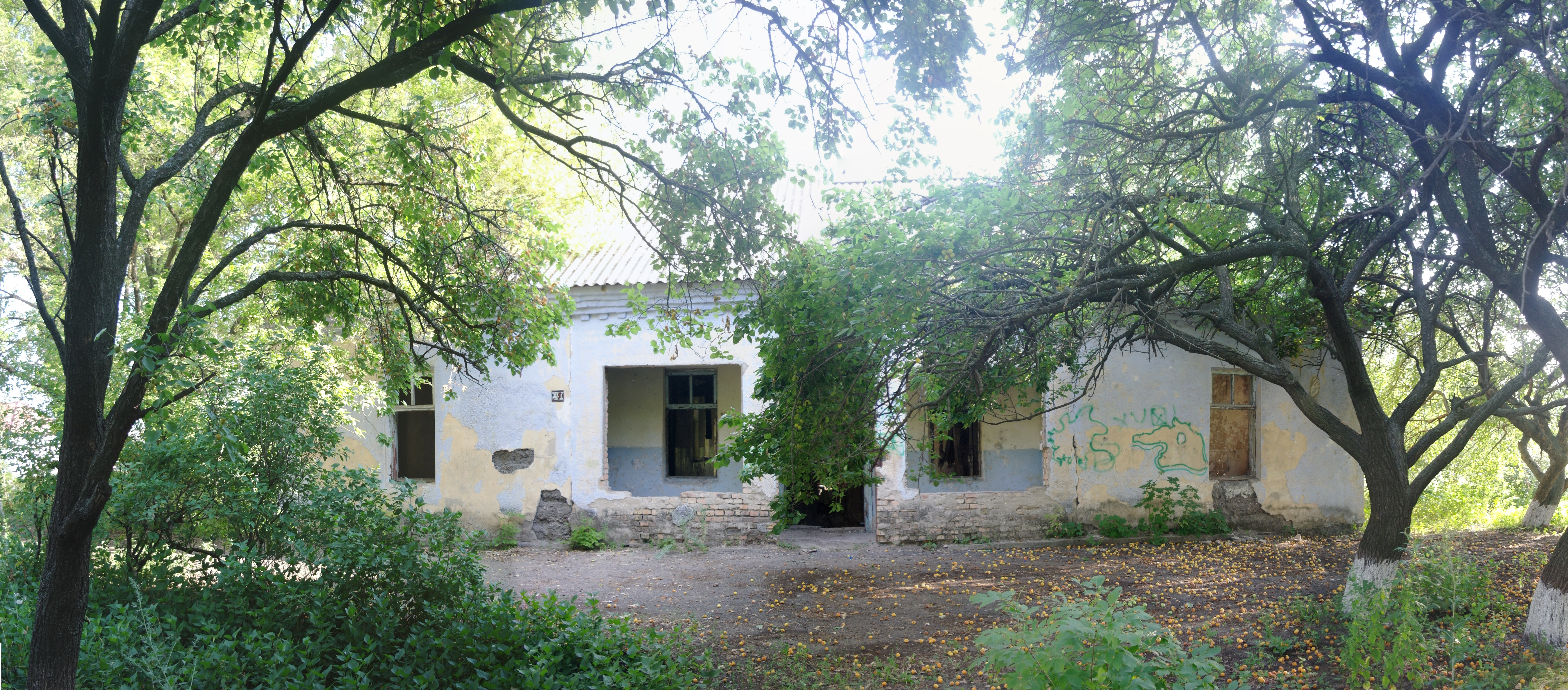
Будинок культури (закритий)
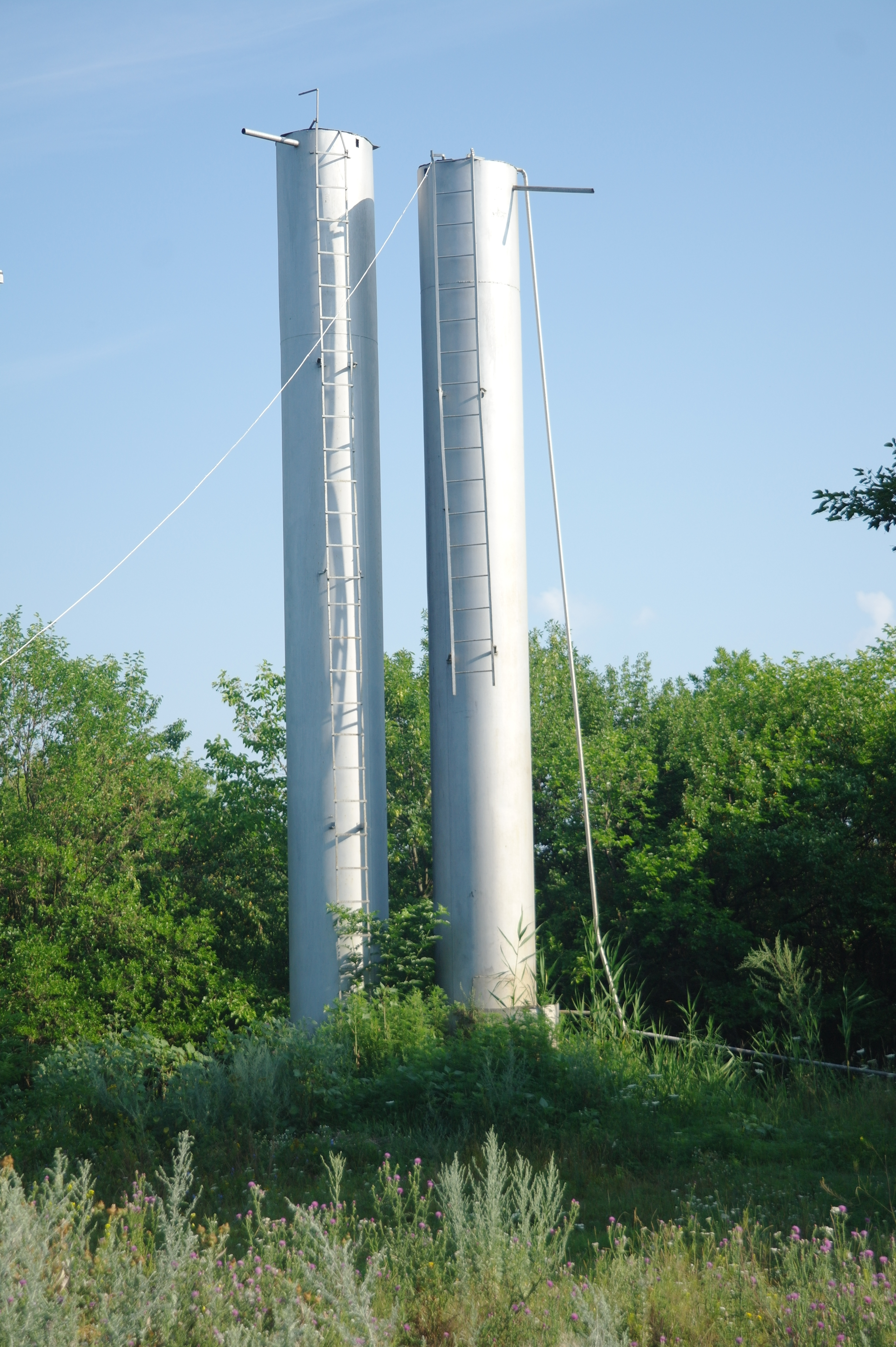
Башти-близнюки (водопостачання)
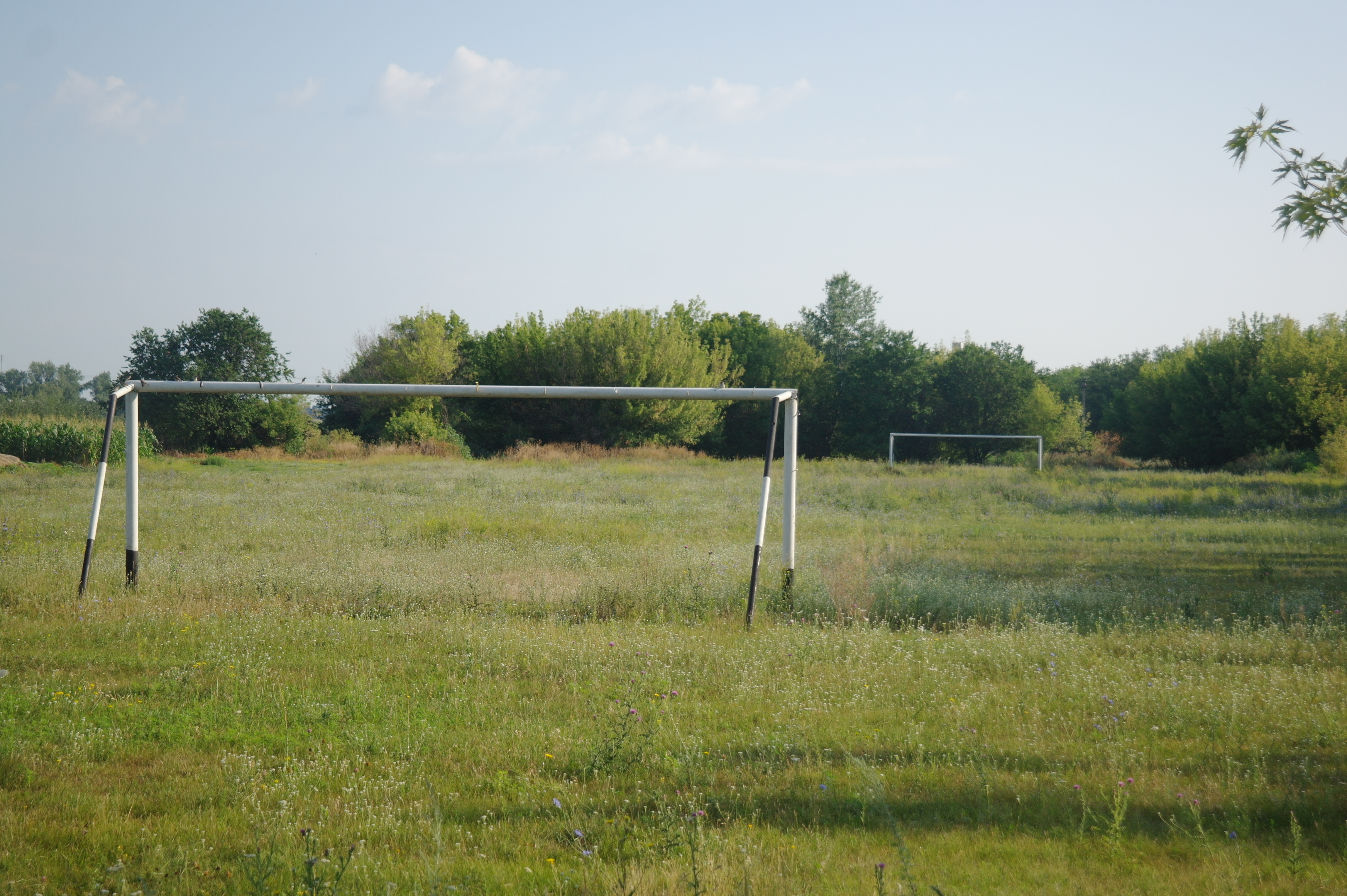
Стадіон
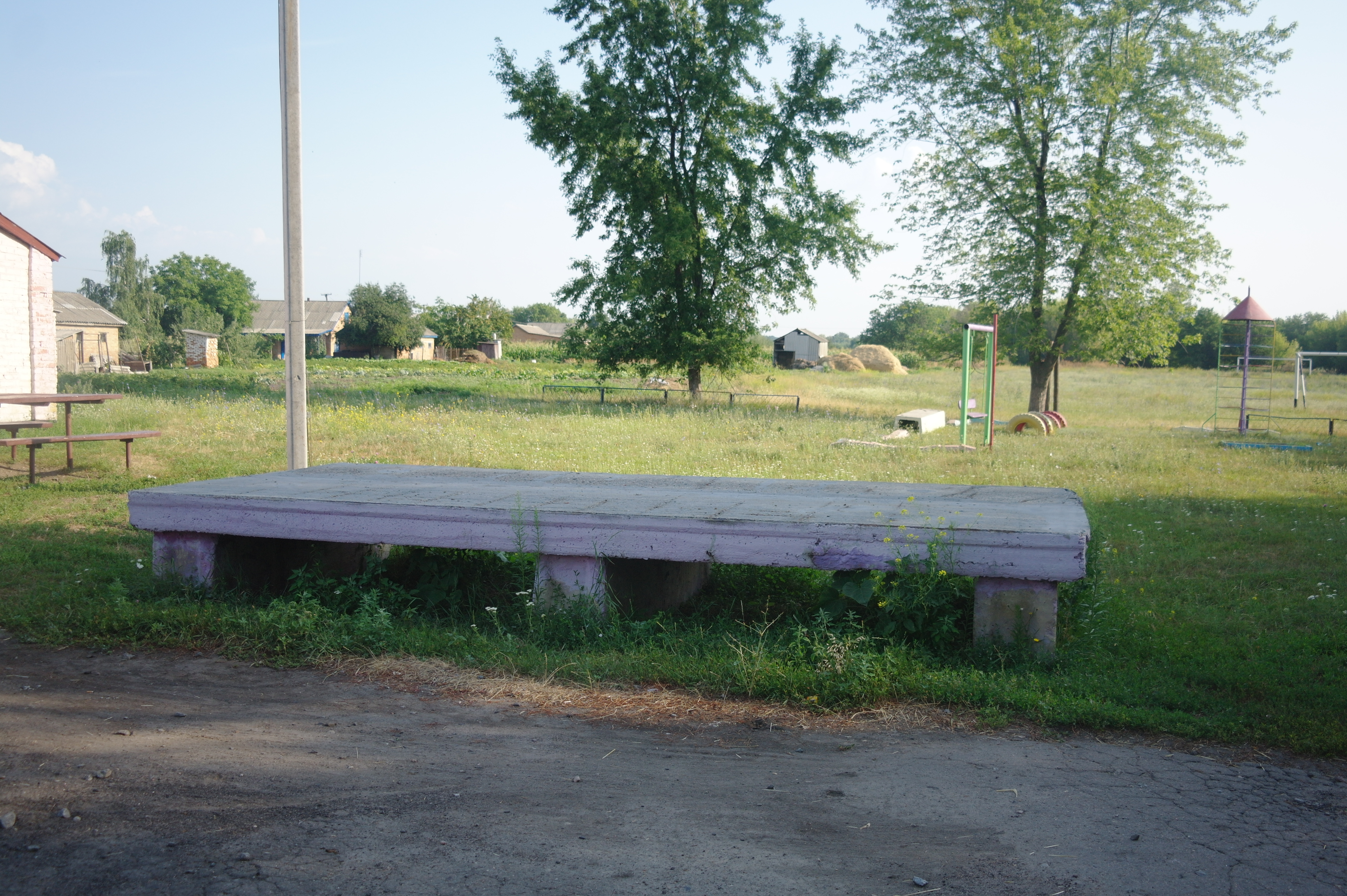
Сцена для виступів (Наталія Май 2011, Лісапетний батальйон 2013)
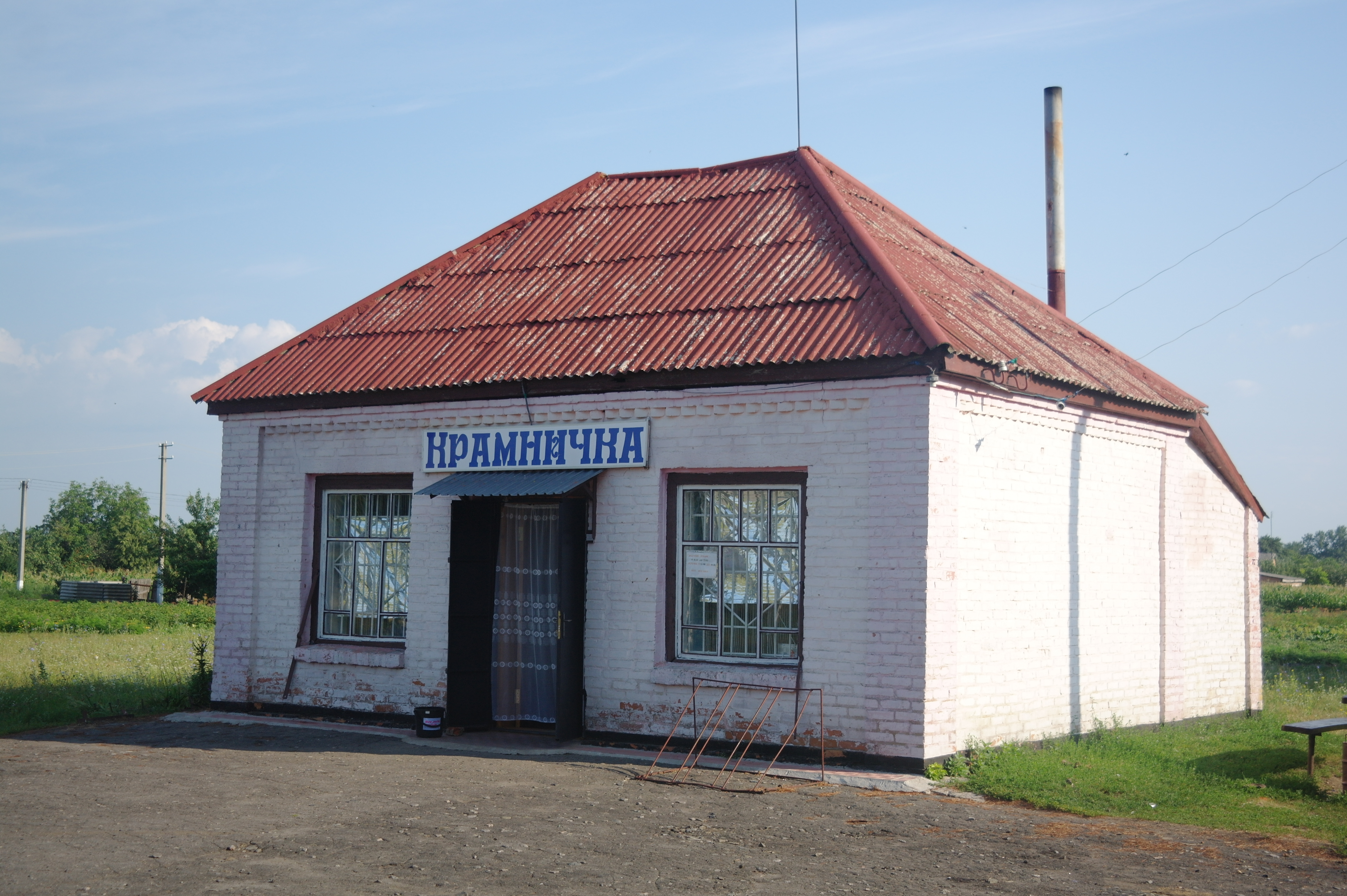
Магазин
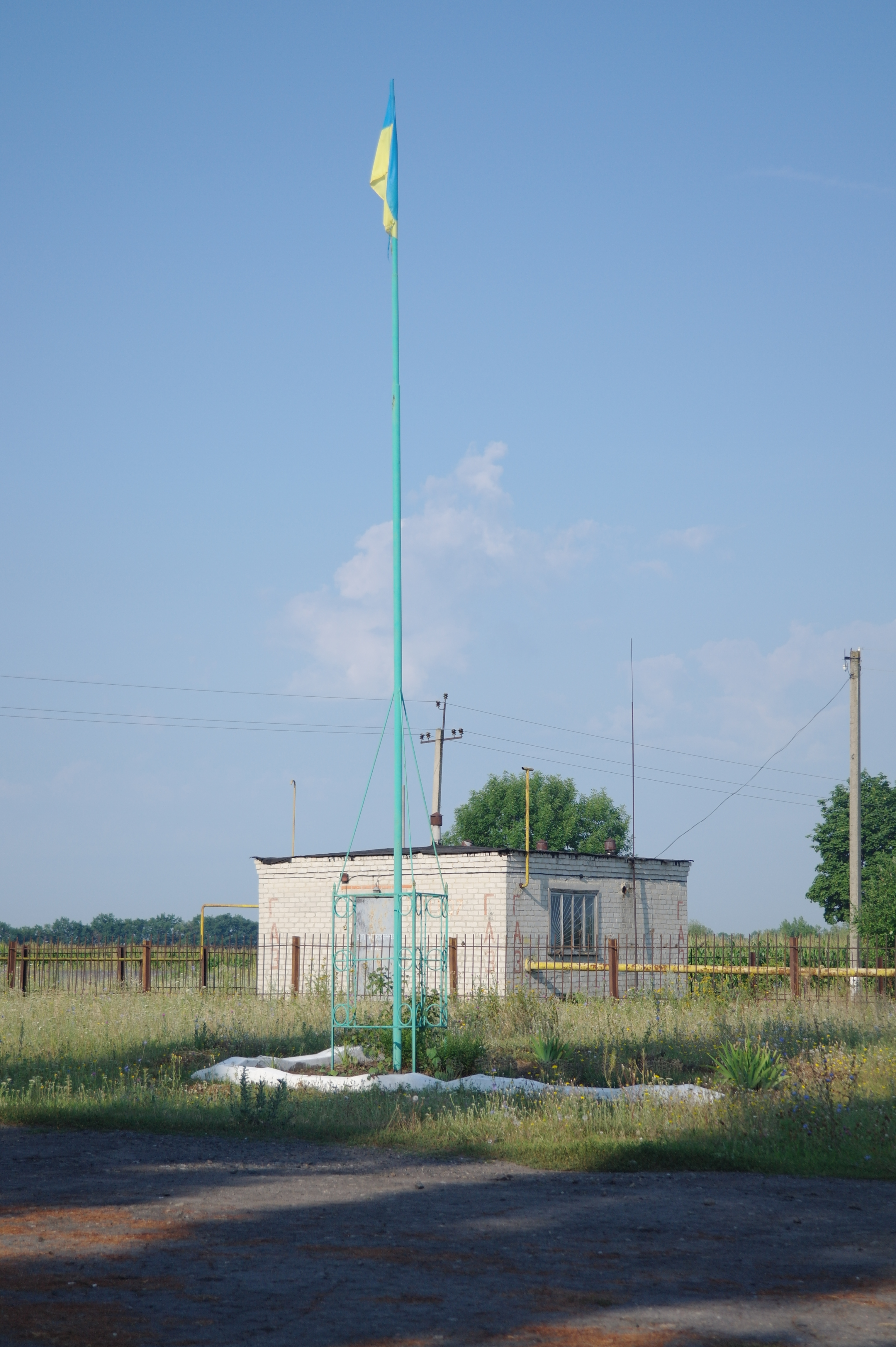
Прапор України у центрі села
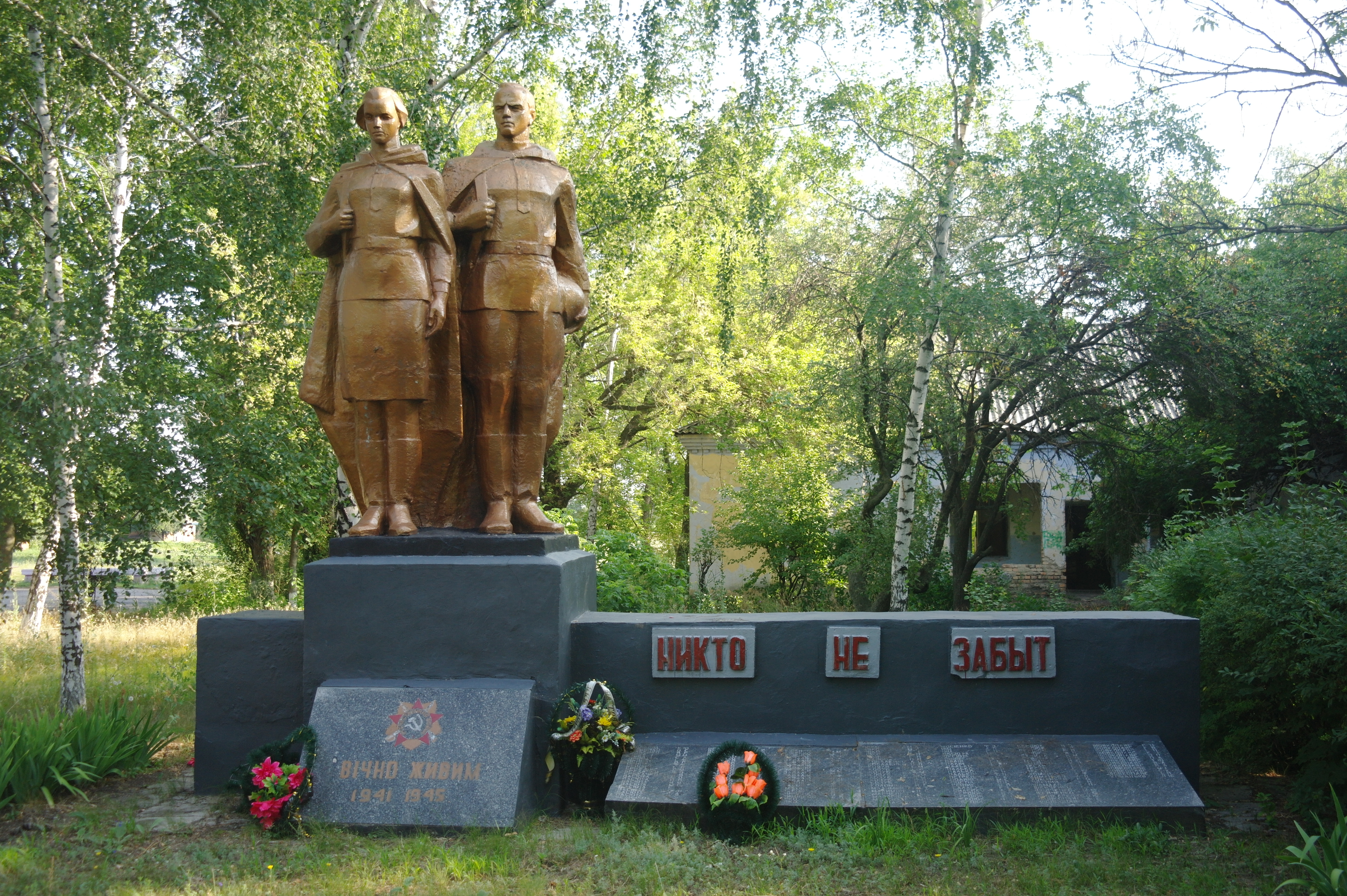
Пам'ятник учасникам Другої Світової Війни
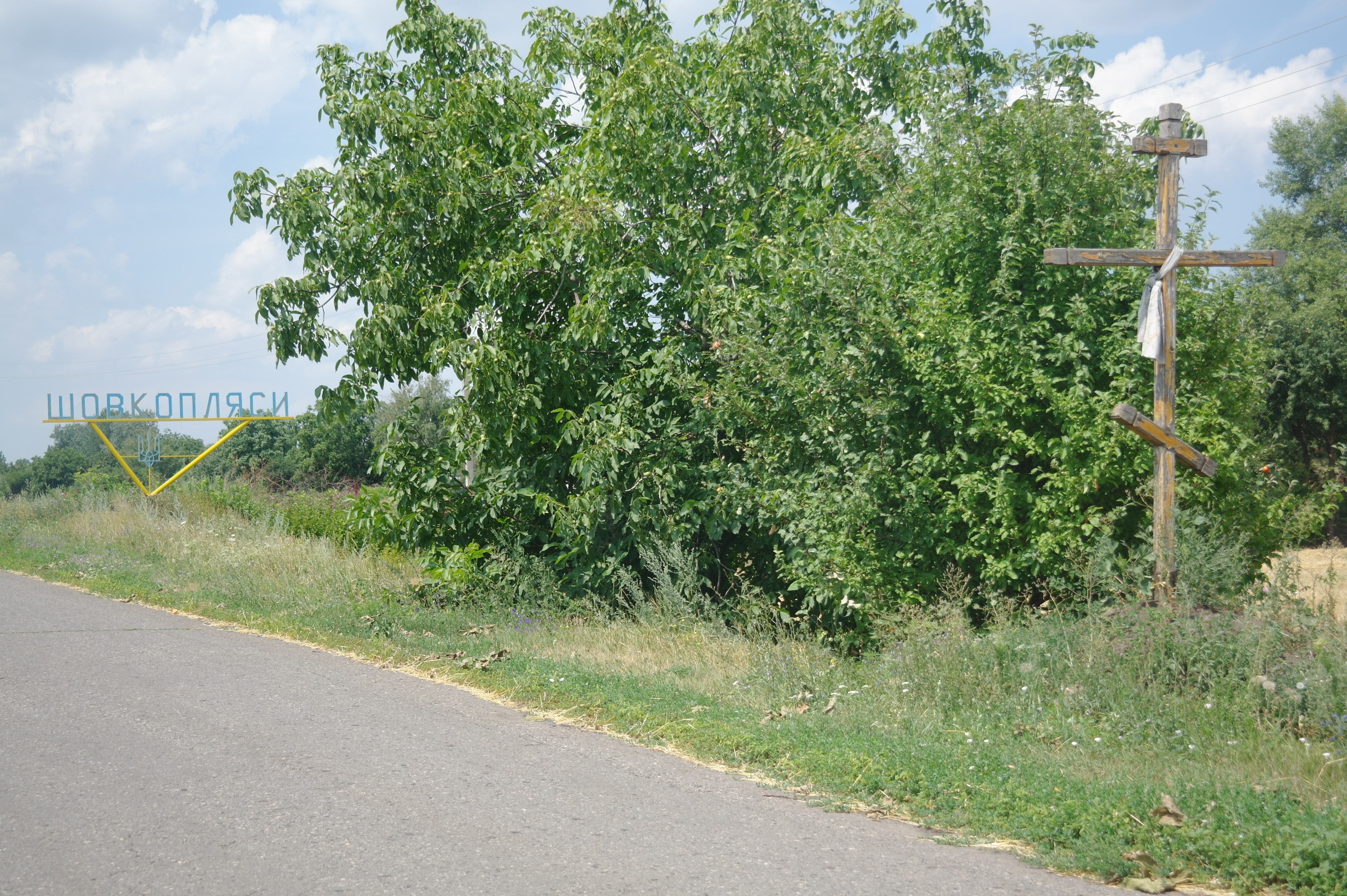
Східний в'їзд у село, металевий знак Шовкопляси
Приватне господарство
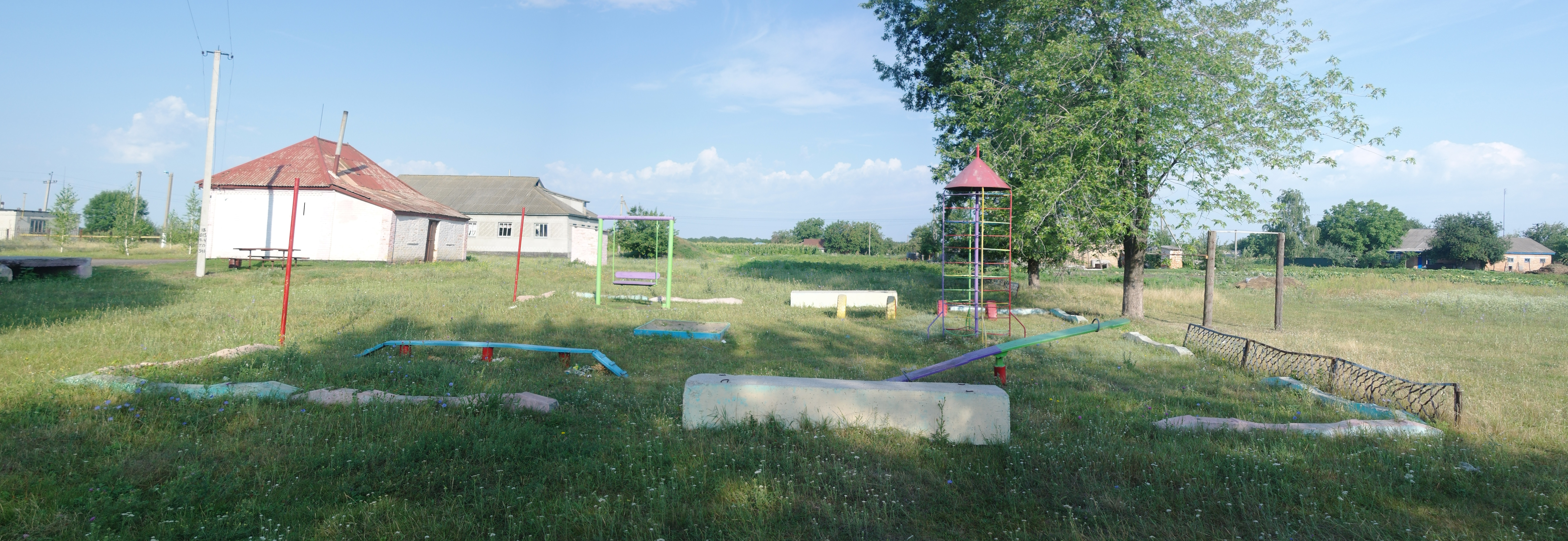
Дитячий майданчик